# Сосна-А
«Сосна-А» — российский лёгкий мобильный буксируемый зенитный пушечно-ракетный комплекс. Разработан во ФГУП «КБ точного машиностроения им. А. Э. Нудельмана».

## Описание конструкции
ЗПРК «Сосна-А» представляет собой буксируемую платформу, на которой установлен стрельбовый модуль. Благодаря модульному исполнению, стрельбовый модуль может быть установлен на любое лёгкое самоходное шасси. В состав комплекса входят кабина оператора, двуствольная 30-мм малокалиберная автоматическая пушка 2А38М, автономная система питания, механизмы наведения, возимый одиночный комплекс ЗИП, а также модуль с вычислительными и наблюдательными средствами.
«Сосна-А» снабжена специальной системой управления, в которую входит цифровой вычислительный блок ЭВМ 1В563-36-10, оптический прицел и оптико-электронный модуль. Электропитание комплекса обеспечивается автономной системой электропитания, в состав которой входят преобразователи напряжения, пульт управления, аккумулятор, а также газотурбинный генератор АП18Д. Запас топлива позволяет обеспечить автономную работу комплекса в течение 8 часов.
Для выполнения поставленных боевых задач комплекс «Сосна» оснащён аппаратурой определения принадлежности целей «Свой-Чужой», а также автоматизированной системой приёма внешнего целеуказания. Приборный комплекс позволяет обстреливать цели со скоростью движения до 1000 м/с, время реакции комплекса составляет от 4 до 6 секунд.

### Вооружение
В качестве основного вооружения используется двуствольный 30-мм зенитный автомат 2А38М. Возимый боекомплект составляет 600 патронов.
Модульное исполнение комплекса «Сосна-А» позволяет в качестве дополнительного вооружения устанавливать блоки с пусковыми установками зенитных управляемых ракет типа «Игла», «Stinger» или «Мистраль». Дооснащённые комплектами ЗУР комплексы «Сосна-А» способны вести выбор применяемого вооружения в автоматическом режиме, принимая команды от командных пунктов средств ПВО, при обеспечении повышенного режима скрытности. Зона поражения целей зависит от характеристик используемого типа ЗУР.